# Umeyama Osamu
Osamu Umeyama (sinh ngày 16 tháng 8 năm 1973) là một cầu thủ bóng đá người Nhật Bản.

## Sự nghiệp câu lạc bộ
Osamu Umeyama đã từng chơi cho NKK, Avispa Fukuoka, FC Tokyo, Verdy Kawasaki, Shonan Bellmare và Albirex Niigata.